# Chérif Oudjani
Chérif Oudjani (Lens, Francia, 9 de diciembre de 1964) es un exfutbolista y entrenador de fútbol de Argelia nacido en Francia que jugaba en la posición de delantero centro y desde 2021 es reclutador para el Rangers FC de Escocia. Era el hijo del también futbolista Ahmed Oudjani.

## Carrera

### Club
| Periodo   | Club               |
| --------- | ------------------ |
| 1983-1985 | RC Lens            |
| 1985–1986 | Laval              |
| 1986–1989 | RC Lens            |
| 1989–1992 | FC Sochaux         |
| 1992–1994 | Stade Beauvais     |
| 1994–1996 | OFC Charleville    |
| 1996–1997 | SAS Épinal         |
| 1997–1998 | Gazélec Ajaccio    |
| 1998–1999 | ES Wasquehal       |
| 1999–2000 | Valenciennes FC    |
| 2000–2001 | Pacy Vallée-d'Eure |
| 2001-2002 | Stade Béthunois    |

### Selección nacional
Aunque hizo toda su carrera en Francia y de que jugó para Francia sub-17, Chérif Oudjani decidió representar a Argelia en la categoría absoluta con la que jugó en 21 ocasiones de 1986 a 1990 y anotó dos goles, ambos en la Copa Africana de Naciones 1990 donde salió campeón.

### Entrenador
| Periodo   | Club               |
| --------- | ------------------ |
| 2003-2004 | Pacy Vallée-d'Eure |
| 2006-2008 | CS Avion           |
| 2008      | US Lesquin         |

## Logros
- Copa Africana de Naciones (1): 1990
- Copa Afro-Asiática (1): 1991